# Norman, Arkansas
Norman este un orășel (târg) din Comitatul Montgomery, statul  Arkansas,  Statele Unite ale Americii.  Populația localității era de 423 persoane la data recensământului Statelor Unite din anul 2000.

## Geografie
Conform United States Census Bureau, localitatea are o suprafață totală de 3,0 km² (sau 1.2 mi²), în întregime uscat. 
Localitatea Norman este situată pe malul nordic al râului Caddo, care îi definește limita la sud-vest, fiind înconjurat de pădurea națională Ouachita National Forest.
Norman este parte a unei regiuni locale care era cunoscută anterior sub numele ca Womble. Partea de vest a localității este cunoscută neoficial ca Middlebuster, dar fusese anterior cunoscută sub numele de "Poor Horse" ("Calul slab/nevolnic").